# 日本広報協会
公益社団法人日本広報協会（にほんこうほうきょうかい）は、内閣府所管の社団法人。1963年に広報研究会を母体に発足。国・独立行政法人や地方公共団体の広報効果測定や広報誌等発行の受託、研修・出版事業などを行う。

## 概要
- 所在：東京都港区北青山2-7-9 日昭ビル3階
- 設立：1963年4月3日
- 会長：石原信雄